# Telmatactis natalensis
Telmatactis natalensis is een zeeanemonensoort uit de familie Isophelliidae.
Telmatactis natalensis is voor het eerst wetenschappelijk beschreven door Carlgren in 1938.